# 铁山站 (大连市)
铁山站是大连地铁12号线的地铁站，位于中华人民共和国辽宁省大连市旅顺口区铁山街道大兴路与盐北路交叉口西侧，为大连地铁系统中目前最南端的车站，于2014年5月1日开通。

## 车站结构
铁山站平行于大兴路东西设置，为地上二层侧式站台车站，车站地面为站厅层，地上二层为站台层，站台未设置站台门，仅设有简易金属栏杆做遮挡作用。车站南侧为12号线铁山车辆段，车站西侧设有入段线，与正线采用平交方式连接。车站东侧设有出段线，立交上跨东行正线后接入两侧正线。
| 地上二层          | 站台         | \| 側式 · 開右邊车门 \| \| \| \| \| \| █ 12号线往旅顺新港（終點站） \| \| \| \| █ 12号线往河口（旅顺） \| \| 側式 · 開右邊车门 \| \| \| |
| 地面              | 出入口及站厅 | B出入口、客服中心、自动售票机、验票机                                                                                                   |
| 側式 · 開右邊车门 |              | |
|                   |              | █ 12号线往旅顺新港（終點站） |
|                   |              | █ 12号线往河口（旅顺） |
| 側式 · 開右邊车门 |              | |

## 车站出口
铁山站共设2个出口，其中A出口暂停使用，目前仅开放1个出入口，各出口及周围设施如下所示：
| 出口编号            | 照片 | 出口指示 | 建议前往的目的地 |
| ------------------- | ---- | -------- | ---------------- |
| A · 出口            |      | 大兴路   |                  |
| B · 出口 · （设有） |      | 大兴路   | 大兴村村委会     |
| 图例： 设有         |      |          |                  |

## 接驳交通

### 公交车
- 铁山地铁站：旅顺17路、旅顺18路、旅顺212路、旅顺开发区环路

## 车站历史
车站建设时期工程名为铁山镇站，开通前确定以铁山站作为车站正式名称。
- 2014年5月1日，车站随12号线（时称202路延伸线）通车开通[1]。